# Théorème de Kennelly
Pour les articles homonymes, voir Kennelly.

Présentation des montages sous forme de triangle (à gauche) et d'étoile (à droite).

Le théorème de Kennelly, ou transformation triangle-étoile, ou transformation Y-Δ, ou encore transformation T-Π, est une technique mathématique qui permet de simplifier l'étude de certains réseaux électriques.
Ce théorème, nommé ainsi en hommage à Arthur Edwin Kennelly, permet de passer d'une configuration « triangle » (ou Δ, ou Π, selon la façon dont on dessine le schéma) à une configuration « étoile » (ou, de même, Y ou T). Le schéma ci-contre est dessiné sous la forme « triangle-étoile » ; les schémas ci-dessous sous la forme T-Π.
Ce théorème est utilisé en électrotechnique ou en électronique de puissance afin de simplifier des systèmes triphasés. Il est aussi d'utilisation courante en électronique pour simplifier le calcul de filtres ou d'atténuateurs.

## Transformation  étoile vers triangle
| Avec les impédances | Avec les admittances |
| --- | --- |
| La somme des produits des impédances divisée par l'impédance opposée. | Le produit des admittances adjacentes divisé par la somme totale des admittances. |
| {\displaystyle Z_{AB}={\frac {Z_{AT}.Z_{BT}+Z_{BT}.Z_{CT}+Z_{CT}.Z_{AT}}{Z_{CT}}}} {\displaystyle Z_{BC}={\frac {Z_{AT}.Z_{BT}+Z_{BT}.Z_{CT}+Z_{CT}.Z_{AT}}{Z_{AT}}}} {\displaystyle Z_{AC}={\frac {Z_{AT}.Z_{BT}+Z_{BT}.Z_{CT}+Z_{CT}.Z_{AT}}{Z_{BT}}}} | {\displaystyle Y_{AB}={\frac {Y_{AT}.Y_{BT}}{Y_{AT}+Y_{BT}+Y_{CT}}}} {\displaystyle Y_{BC}={\frac {Y_{BT}.Y_{CT}}{Y_{AT}+Y_{BT}+Y_{CT}}}} {\displaystyle Y_{AC}={\frac {Y_{CT}.Y_{AT}}{Y_{AT}+Y_{BT}+Y_{CT}}}} |

## Transformation triangle vers étoile
On parle ici d'une équivalence d'un circuit en T avec un circuit en π.
Dans la pratique, on utilise davantage la transformation qui consiste à passer d'un circuit en π à un circuit en T.
| Avec les impédances | Avec les admittances |
| --- | --- |
| Le produit des impédances adjacentes divisé par la somme totale des impédances. | La somme des produits des admittances divisée par l'admittance opposée. |
| {\displaystyle Z_{AT}={\frac {Z_{AB}.Z_{AC}}{Z_{AB}+Z_{BC}+Z_{AC}}}} {\displaystyle Z_{BT}={\frac {Z_{AB}.Z_{BC}}{Z_{AB}+Z_{BC}+Z_{AC}}}} {\displaystyle Z_{CT}={\frac {Z_{AC}.Z_{BC}}{Z_{AB}+Z_{BC}+Z_{AC}}}} | {\displaystyle Y_{AT}={\frac {Y_{AB}.Y_{BC}+Y_{CA}.Y_{AB}+Y_{BC}.Y_{CA}}{Y_{BC}}}} {\displaystyle Y_{BT}={\frac {Y_{AB}.Y_{BC}+Y_{CA}.Y_{AB}+Y_{BC}.Y_{CA}}{Y_{CA}}}} {\displaystyle Y_{CT}={\frac {Y_{AB}.Y_{BC}+Y_{CA}.Y_{AB}+Y_{BC}.Y_{CA}}{Y_{AB}}}} |